# Nikša Kaleb
Nikša Kaleb (ur. 9 marca 1973 w Metkoviciu) – były chorwacki piłkarz ręczny. Grał na pozycji lewoskrzydłowego. W 2004 roku w Atenach zdobył mistrzostwo olimpijskie. Karierę sportową zakończył w 2008 roku.

## Kluby
- do 2004  RK Metković Jambo
- 2004-2008  RK Zagrzeb

## Sukcesy

### reprezentacyjne
- 2003:  mistrzostwo świata, Portugalia
- 2004:  mistrzostwo olimpijskie, Ateny
- 2005:  wicemistrzostwo świata, Tunezja
- 2008:  wicemistrzostwo Europy, Norwegia

### klubowe
- 2001, 2005, 2006, 2007, 2008:  mistrzostwo Chorwacji
- 2001, 2002, 2005, 2006, 2007, 2008:  puchar Chorwacji
- 2000:  puchar EHF